# Above & Beyond
Above & Beyond är en brittisk trancemusikgrupp bestående av Jono Grant, Paavo Siljamäki och Tony McGuinness. Gruppen bildades år 2000, och har sedan dess blivit ett av de mest populära banden inom uplifting trance, kända för sina samarbeten med olika sångare, bland annat Richard Bedford och Justine Suissa (OceanLab).

## Gruppen
Jono Grant och Paavo Siljmäki, som båda studerade på University of Westminster, startade under år 1999 upp skivbolaget Anjunabeats, där de gav ut den egenproducerade låten "Volume One" under artistnamnet Anjunabeats. Låten uppmärksammades av flera kända namn inom trancescenen, bland annat Pete Tong, Paul Oakenfold, Judge Jules och Paul van Dyk. 
Above & Beyond startades upp då Tony McGuinness och hans bror Liam på uppdrag av Warner Music jobbade på en remix av Chakra "Home". De frågade Grant och Siljamäki om de ville producera remixen tillsammans med dem. Resultatet av samarbetet, remixen, toppade under de kommande veckorna listorna och spelades flitigt på dansgolven. Namnet "Above & Beyond" kom från en amerikansk hemsida tillhörande en motivationstränare som av en slump hette Jono Grant. Hans slogan var "Above & Beyond", och när den nybildade gruppen letade efter ett namn till sin remix passade namnet perfekt.

## Diskografi

### Studioalbum
- Tri-State (2006)
- Sirens of the Sea (2008) (som Above & Beyond presents OceanLab)
- Sirens of the Sea Remixed (2009) (som Above & Beyond presents OceanLab)
- Group Therapy (2011)
- We Are All We Need (2015)
- Common Ground (2018)
- Flow State (2019)

### Samlingsalbum
Utgivet på Anjunabeats
- 2003 Anjunabeats Volume One
- 2004 Anjunabeats Volume Two
- 2005 Anjunabeats Volume Three
- 2006 Anjunabeats Volume Four
- 2006 Anjunabeats Worldwide
- 2007 Anjunabeats Volume Five
- 2008 Anjunabeats100 + From Goa To Rio
- 2008 Anjunabeats Volume Six
- 2009 Anjunadeep:01
- 2009 Anjunabeats Volume 7
- 2010 Anjunadeep:02
- 2010 Anjunabeats Worldwide 02
- 2010 Anjunabeats Volume 8

Övrigt (urval)
- 2009 Trance Nation (Ministry of Sound)
- 2010 Utopia (Armani Exchange Music Series)